# Maureen Perrie
Maureen Perrie (née en 1946) est une historienne britannique, professeure émérite d'histoire russe à l'université de Birmingham  et chargée de cours en histoire russe au centre d'études russes et est-européennes de l'université de Birmingham .

## Carrière
L'objet principal des recherches et des études de Perrie est l'histoire russe du XVIe au XXe siècle. Elle est l'une des rédactrices en chef de The Cambridge History of Russia en trois volumes . En outre, de 2001 à 2004, Perrie est présidente de la British Association for Slavonic and East European Studies (BASEES) . Elle est aussi vice-présidente de BASEES .

## Travaux
- La politique agraire du parti socialiste-révolutionnaire russe : des origines à la révolution de 1905-1907, 1976
- L'image d'Ivan le Terrible dans le folklore russe, 1987
- Prétendants et monarchisme populaire au début de la Russie moderne : les faux tsars du temps des troubles, 1995
- Le Culte d'Ivan le Terrible dans la Russie de Staline, 2001
- (avec Andrei Pavlov) Ivan le Terrible, 2003
- (éd. ) Cambridge Histoire de la Russie . Cambridge : Cambridge University Press, 2006. 3 vol.